# Spiesia tartarica
Spiesia tartarica là một loài thực vật có hoa trong họ Đậu. Loài này được (Cambess. ex Bunge) Kuntze miêu tả khoa học đầu tiên năm 1891.